# Croce processionale del Duomo di Pisa
La Croce processionale del Duomo di Pisa è un crocifisso sagomato e dipinto su entrambi i lati a tempera e oro su tavola attribuito a Giunta Pisano, databile al 1240 circa e conservata nel Museo nazionale di San Matteo a Pisa.

## Storia
Il crocifisso è stato rinvenuto all'inizio dell'Ottocento da Giovanni Rosini nella bottega di un legnaiolo che apparteneva all'Opera del Duomo di Pisa. Fu depositata nel 1888 nell'allora Pinacoteca civica, poi diventata il museo nazionale di San Matteo.

## Descrizione e stile
Il crocifisso, un doppio Christus patiens (Cristo sofferente sulla croce), è in cattivo stato di conservazione. Sono stati perduti i tabelloni laterali e tutto il volto e l'aureola di Cristo sul lato anteriore (recto); la stessa superficie pittorica è danneggiata in più punti, con evidenti segni di lacune e fratture. 
Tutto ciò assieme alle estese ridipinture soprattutto nel perizoma del lato più mutilo, ne hanno a lungo precluso uno studio approfondito, e solo in tempi relativamente recenti si è pervenuti al nome di Giunta (già proposto da Garrison, 1949). Carli Tuttavia, nel 1958, parlò di "artigianato postgiuntesco". Il restauro del 1992 ha tuttavia evidenziato un'alta qualità delle zone originali, che ha rafforzato l'attribuzione a una fase iniziale dell'arte di Giunta.
Il Cristo, soprattutto nel lato meglio leggibile, cade in maniera pressoché verticale, con un'inarcatura ancora non troppo accentuata, che tuttavia ha già invaso uno dei tabelloni laterali, dove non si trovano scene figurate, ma un motivo a losanghe. La linea dei muscoli pettorali è collineare con quella che passa per i gomiti indicando un grado di sprofondamento verso il basso assai limitato. Il corpo di Cristo è scheletrico, con un'anatomia asciutta disegnata in maniera essenziale e schematica, con una certa rigidità. Queste caratteristiche avvicinano l'opera al Crocifisso di Santa Maria degli Angeli piuttosto che alle successive croci. Tuttavia il maggior grado di inarcatura e il perizoma con l'agemina (recto) e in forma di panno bianco (verso), fanno protendere per una datazione successiva al crocifisso assisiate. Una datazione intorno al 1240 appare quindi la più ragionevole.